# Atelopus carrikeri
Atelopus carrikeri är en groddjursart som beskrevs av Alexander Grant Ruthven 1916. Atelopus carrikeri ingår i släktet Atelopus och familjen paddor. IUCN kategoriserar arten globalt som akut hotad. Inga underarter finns listade.

## Bildgalleri

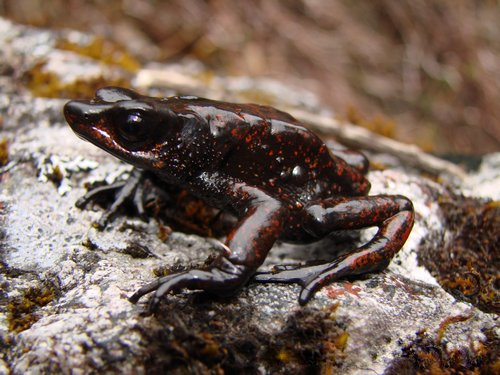